# Kō Yanagisawa
Kō Yanagisawa (柳澤 亘?, Yanagisawa Kō; Chiba, 28 giugno 1996) è un calciatore giapponese, difensore del Tokushima Vortis.

## Caratteristiche tecniche
È un terzino destro.

## Statistiche

### Presenze e reti nei club
Statistiche aggiornate al 3 dicembre 2023.
| Stagione           | Club               | Campionato         | Campionato | Campionato | Coppe nazionali | Coppe nazionali | Coppe nazionali | Coppe continentali | Coppe continentali | Coppe continentali | Altre coppe | Altre coppe | Altre coppe | Totale | Totale |
| Stagione           | Club               | Comp               | Pres       | Reti       | Comp            | Pres            | Reti            | Comp               | Pres               | Reti               | Comp        | Pres        | Reti        | Pres   | Reti   |
| ------------------ | ------------------ | ------------------ | ---------- | ---------- | --------------- | --------------- | --------------- | ------------------ | ------------------ | ------------------ | ----------- | ----------- | ----------- | ------ | ------ |
| 2019               | Gifu               | J2                 | 26         | 0          | CG              | 0               | 0               | -                  | -                  | -                  | -           | -           | -           | 26     | 0      |
| 2020               | Gifu               | J3                 | 33         | 0          | -               | -               | -               | -                  | -                  | -                  | -           | -           | -           | 33     | 0      |
| Totale Gifu        | Totale Gifu        | Totale Gifu        | 59         | 0          |                 | 0               | 0               |                    | -                  | -                  |             | -           | -           | 59     | 0      |
| gen.-lug. 2021     | Mito HollyHock     | J2                 | 12         | 0          | CG              | 0               | 0               | -                  | -                  | -                  | -           | -           | -           | 12     | 0      |
| ago.-dic. 2021     | Gamba Osaka        | J1                 | 15         | 0          | CG+CdL          | 3+2             | 1+0             | -                  | -                  | -                  | -           | -           | -           | 20     | 1      |
| 2022               | Gamba Osaka        | J1                 | 13         | 0          | CG+CdL          | 2+5             | 0+1             | -                  | -                  | -                  | -           | -           | -           | 20     | 1      |
| 2023               | Gamba Osaka        | J1                 | 3          | 0          | CG+CdL          | 1+1             | 0               | -                  | -                  | -                  | -           | -           | -           | 5      | 0      |
| Totale Gamba Osaka | Totale Gamba Osaka | Totale Gamba Osaka | 31         | 0          |                 | 14              | 2               |                    | -                  | -                  |             | -           | -           | 45     | 2      |
| 2024               | Tokushima Vortis   | J2                 | 0          | 0          | CG              | 0               | 0               | -                  | -                  | -                  | -           | -           | -           | 0      | 0      |
| Totale carriera    | Totale carriera    | Totale carriera    | 102        | 0          |                 | 14              | 2               |                    | -                  | -                  |             | -           | -           | 116    | 2      |